# Музей Нормана Роквелла
Музей Нормана Роквелла (англ. Norman Rockwell Museum) основан в 1969 году, имеет большую коллекцию оригинальных работ Нормана Роквелла, американского иллюстратора и художника.
Музей расположен в городе Стокбридж, штат Массачусетс, где Норман Роквелл прожил последние 25 лет своей жизни. В музее хранятся наиболее яркие его работы, включая картины, предназначенные на обложки журнала Saturday Evening Post, на которых художник запечатлел свою любимую модель — Мэри Уэлен-Леонард, а также картины Four Freedoms и Stockbridge Main Street at Christmas. Кроме 574 его оригинальных работ в музее хранится около 100 000 различных его фотографий, писем и деловых документов.
Музей был построен по проекту архитектора Роберта А. М. Стерна.